# Scott Disick
Scott Disick, né le 26 mai 1983 dans le quartier d'Eastport à New York est un mannequin, acteur et célébrité de la télévision américaine.

## Biographie
Il est le fils de Jeffrey (1951-2014) et Bonnie Disick (1951-2013) ainsi que le petit-fils de David Disick qui est photographe dans l'East Hampton.
Il exerce la profession de mannequin et acteur. Il a eu une boîte de nuit à Miami en Floride.
Il est connu grâce à sa relation avec Kourtney Kardashian et sa présence dans l'émission de télé-réalité américaine L'Incroyable Famille Kardashian depuis 2007 ainsi que dans les séries dérivées de l'émission : Les Sœurs Kardashian à Miami et Les Kardashian à New York.

## Vie privée
Pendant neuf ans, il a partagé la vie de Kourtney Kardashian avec laquelle il a eu trois enfants : Mason Dash Disick (né le 14 décembre 2009), Penelope Scotland Disick (née le 8 juillet 2012) et Reign Aston Disick (né le 14 décembre 2014). Le couple a eu de nombreuses difficultés à la suite des différentes infidélités et du problème d'alcool de Scott. Ils se sont définitivement séparés en 2015 puis se partagent la garde de leurs trois enfants.
Il a ensuite vécu avec la mannequin Sofia Richie (fille de Lionel Richie) entre 2017 et 2020[réf. souhaitée].
De février à septembre 2021, Scott entretient une relation avec Amelia Gray Hamlin, mannequin et fille de Lisa Rinna et Harry Hamlin.